# 美洲鼴族
美洲鼴族（學名：Scalopini）是鼩鼱亚目（Soricomorpha）鼴科（Talpidae）的成员，在北美洲及亞洲生活。

## 分類
鼹科動物可以分為4個屬：
- 美洲鼴族 (Scalopini)
  - 毛尾鼴屬(Parascalops)
  - 美洲鼴屬(Scalopus)
  - 甘肅鼴屬(Scapanulus)
  - 西鼴屬(Scapanus)